# Královský pivovar Krušovice
Královský pivovar Krušovice (z cz. Browar królewski Krušovice) - jeden z najstarszych browarów w Czechach, założony po 1517 roku na podstawie Umowy Świętowacławskiej (cz. Svatováclavská smlouva).
Browar w latach 2000-2008 sponsorował firmowany swoją nazwą turniej żużlowy rozgrywany w Slaným.
W chwili obecnej browar należy do majątku spółki akcyjnej Královský pivovar Krušovice a.s. produkującej piwa Krušovice.